# Джулиани, Лаура
Лаура Джулиани (итал. Laura Giuliani; род. 5 июня 1993, Милан) — итальянская футболистка, голкипер клуба «Милан» и сборной Италии.

## Клубная карьера
Футболом начала заниматься в команде «Ла Бенвенута» из Боллате, пригорода Милана. В 2009 году перешла в «Комо 2000», в составе которого дебютировала 14 февраля 2010 года. По окончании сезона 2010/11, из-за отказа «Реджаны», Комо получил право выступать в Серии А. В высшем дивизионе дебютировала за команду 9 октября 2011 года в матче против «Таваньякко».
21 сентября 2012 года перешла в «Гютерсло 2009», выступавший в Бундеслиге. По завершении сезона перешла в «Херфордер».
Перед стартом сезона 2015/16 перешла в «Кёльн». После того, как «Кёльн» потерял шансы на сохранение места в Бундеслиге, перешла в «Фрайбург».
За «Фрайбург» не сыграла ни одного матча в чемпионате, проиграв конкуренцию вратарю сборной Германии Лауре Бенкарт. В августе 2017 года подписала контракт с «Ювентусом».
16 июля 2021 года перешла в «Милан», подписав контракт с клубом до 2024 года.

### Карьера в сборной
Выступала за сборные Италии в возрастных категориях до 19-ти и до 20-ти лет. В апреле 2013 года получила первый вызов в главную команду страны. Дебютировала за сборную 5 апреля 2014 года в матче отборочного турнира чемпионата мира 2015 года.
Вошла в заявку сборной на Евро-2017.

## Достижения

### Командные достижения
«Ювентус»
- Чемпионка Италии (4): 2017/2018, 2018/19, 2019/20, 2020/21
- Обладательница Кубка Италии: 2018/19
- Обладательница Суперкубка Италии (2): 2019, 2020